# ساندا توما (قایقران)
ساندا توما (انگلیسی: Sanda Toma؛ زادهٔ ۱۷ مارس ۱۹۷۰) قایقران کایاک، و قایقران کانو اهل رومانی است.